# Cumbres de Santa Bárbara
Las Cumbres de Santa Bárbara es un sistema montañoso perteneciente al extremo austral de la Cordillera Oriental; se ubica en el límite entre el noroeste de la provincia de Tucumán y el extremo sur de la de Salta, ambas en el noroeste de la Argentina. Su pico culminante es el cerro La Hoyada, de 4177 m s. n. m., situado en el límite interprovincial.

## Origen
En el Cretácico, las Cumbres de Santa Bárbara, su continuación austral, la Cumbres Calchaquíes, así como el valle de Santa María eran un elemento orográfico positivo, con basamentos ígneo-metamórficos del Precámbrico Paleozoico inferior. Sobre dichos basamentos, en el Terciario inferior, se fueron depositando sedimentos, representados por las capas conglomerádicas que se apoyan discordantes sobre él. 
Los bloques de basamento que conforman las Cumbres de Santa Bárbara se levantaron producto de grandes fallas inversas lístricas; posteriormente nuevos movimientos distensivos y transpresivos produjeron fallas normales y de desplazamiento de rumbo, las que terminaron por definir la configuración final del sistema. Paralelamente fue afectado por una período de ascenso vertical, el cual se mantiene hasta hoy.

## Límites
Este cordón orográfico se sitúa inmediatamente al norte del extremo norte de las sierras Pampeanas Noroccidentales está limitado al sur por las Cumbres Calchaquíes; al oeste contacta con el valle del río Santa María, perteneciente a la cuenca del Plata. Al norte se continúan en la sierra de Carahuasi, ya en la provincia de Salta.
La provincia de Tucumán solo cuenta con su ladera oriental, la cual pertenece al Departamento Trancas. 
En la provincia de Salta, su ladera occidental pertenece al Departamento Cafayate. Además cuenta también con un sector de su ladera oriental, la cual pertenece al Departamento Guachipas.

## Características
El cordón orográfico de las Cumbres de Santa Bárbara es una sección de un cordón mayor, el cual también integra hacia el sur las cordilleras de las sierras Pampeanas Noroccidentales: Cumbres Calchaquíes y la sierra de Aconquija o cordón del Aconquija. Sus suelos son Litosoles.

## Hidrografía
La ladera occidental es drenada por escasos torrentes temporarios que transportan sus aguas al río Santa María, el más destacado de ellos es el arroyo Pedregoso. La escorrentía de su ladera oriental llega al río Salí gracias a múltiples cursos fluviales de montaña, entre los más importantes están los ríos Choromoro, del Anta, del Tala, Tacanas, Acequiones, y Chulcha.

## Caminos
Esta cadena de montañas es una de las regiones más prístinas e inexploradas de la Argentina. En algunos reducidos valles se encuentran pequeños pueblos y caseríos interserranos, habitados por pastores. A tal punto algunos de ellos están aislados que solo es posible acceder a los mismos a lomo de mula, o por vía aérea, gracias a modestas pistas de aterrizaje construidas en las alturas. 
El único camino que logra cruzar el macizo es la antigua Ruta Nacional 9 en su trazado primitivo, el cual posteriormente fue cambiado por el Gobierno Nacional, al emitir el Decreto 1595 del año 1979 por el cual se cambió el recorrido de varias rutas nacionales al pasar varias rutas nacionales a jurisdicción provincial y viceversa.
En el extremo austral de la provincia de Salta, a 1 km al norte del límite interprovincial Salta-Tucumán, la ruta con dirección norte gira hacia el oeste y luego hacia el norte, formando un camino de montaña de 104 km consolidados. El ascenso a las Cumbres de Santa Bárbara se realiza desde la localidad de El Tala bordeando ríos de montaña rodeados de selva de las yungas, pasando por la localidad de El Jardín hasta alcanzar los 2000 m s. n. m. en Pampa Grande, una zona rodeada de importantes yacimientos arqueológicos —destacando de entre ellos: Carahuasi— para descender finalmente hasta Guachipas, en el valle del río Guachipas, y llegar luego a la localidad de La Viña. Este tramo fue transferido a la provincia de Salta, cambiando su denominación por «Ruta Provincial 6».
Para el año 2012 la Ruta Provincial 6 sigue sin pavimentar, y con posibilidades de ser transitada solo en la estación seca —en el invierno—.  
Otro camino proyectado, aunque para el año 2012 solo es una senda de mulas, es el que parte de Hualinchay en el pedemonte oriental, y concluye al otro lado, justo frente a la localidad de Tolombón.
Uno de los pasos más importantes es el «Abra del candado», la cual es limítrofe entre Salta y Tucumán.

## Clima
La presencia de estos altos cordones produce notables contrastes en la distribución de las precipitaciones causados por el efecto que causa en los vientos húmedos que provienen del este su interposición a la manera de una elevada pared. Por esta causa, las laderas orientales son muy húmedas —gracias a las precipitaciones orográficas—, llegando a superar los 2000 mm anuales, concentrados en la temporada cálida. Como una oposición a ello, sobre las laderas occidentales se presenta un clima sumamente árido, precipitaciones anuales inferiores a 200 mm. En las cumbres el clima es muy frío, con fuertes nevadas invernales.

## Vegetación
Respondiendo a los cambios climáticos, la vegetación también presenta radicales contrastes. 
En la ladera oriental, gracias a las abundantes lluvias estivales, se hacen presentes todos los pisos de la Provincia fitogeográfica de las Yungas, desde el Distrito fitogeográfico de la Selva Pedemontana en la base, seguido por el Distrito fitogeográfico de la Selva Montana superando los 800 m s. n. m., y por arriba de los 1300 m s. n. m. los bosques del Distrito fitogeográfico del Bosque Montano.
En algunas laderas, por cortinas orográficas presentes más hacia el oriente, la formación boscosa que se hace presente es una menos exigente en precipitaciones: el Distrito fitogeográfico Chaqueño Serrano de la Provincia fitogeográfica Chaqueña.  
Por sobre los 3000 m s. n. m. dominan prados alpinos, los que dejan paso a la Provincia fitogeográfica Puneña, y en los extremos de los picos de mayor altitud posiblemente también se encuentra el Distrito fitogeográfico Altoandino Quechua de la Provincia fitogeográfica Altoandina.
En la ladera occidental, la rigurosa sequedad crea las condiciones adecuadas para los arbustales de la Provincia fitogeográfica Prepuneña, y ya alcanzando el valle de Santa María se encuentra el Distrito fitogeográfico del Monte de Sierras y Bolsones de la Provincia fitogeográfica del Monte. Algunas laderas occidentales posiblemente presenten las comunidades con mayor participación de especies y ejemplares de la familia de las cactáceas, con ejemplares de más de 10 metros de altura, siguiendo por ejemplares del tamaño de arbustos de distinta magnitud, hasta las pequeñas especies que forman cubresuelos, las que poseen menos de 5 cm.